# Theodor Leutwein
Theodor Gotthilf Leutwein (1849-1921) est un officier allemand, ancien gouverneur du Sud-Ouest africain allemand de 1894 à 1904.
Les dix années de son commandement de la colonie du Sud-Ouest africain sont marquées par l'établissement d'une infrastructure administrative et économique du protectorat. La politique indigène se caractérise par un mélange de diplomatie, de séduction, de roueries et de coercition militaire basé sur le principe « diviser pour mieux régner ».

## Origine
Fils de pasteur, Theodor Gotthilf Leutwein est né le 9 mai 1849 à Strümpfelbronn, dans le grand-duché de Bade.
Leutwein s'engage le 16 février 1868 comme volontaire dans le 5e régiment d'infanterie de l'armée badoise et devient sous-lieutenant à la mi-octobre 1869. Il vit la guerre contre la France de 1870 et 1871 en tant qu'adjudant d'un bataillon de Landwehr. Après la conclusion de la paix et la convention militaire, Leutwein est intégré dans l'armée prussienne le 15 juillet 1871. De mi-janvier 1872 à mi-septembre 1873, il est officier dans le 64e régiment d'infanterie et est promu premier lieutenant à la mi-avril 1877. En tant que tel, il est affecté au service du Grand État-Major général de début mai 1881 à mi-avril 1882 et devient commandant de compagnie à la mi-janvier 1885 avec sa promotion au grade de capitaine. Le 17 juin 1887, Leutwein est mis à la suite de son régiment et muté comme professeur à l'école de guerre de Neisse. Tout en restant à ce poste, il est muté à la mi-mai 1888 au 48e régiment d'infanterie (pl). De fin mars à mi-décembre 1891, il est professeur à l'école de guerre de Hersfeld et retourne ensuite au service des troupes en tant que commandant de compagnie dans le 46e régiment d'infanterie. À la fin de janvier 1893, il est agrégé à ce régiment en tant que major surnuméraire.
Il grimpe la hiérarchie militaire et en 1893, le major Leutwein est envoyé par le ministère des affaires étrangères dans le Sud-Ouest africain pour reprendre le commandement de Curt von François, alors en prise avec les tribus namas du chef Hendrik Witbooi.

## Gouverneur du Sud-Ouest africain

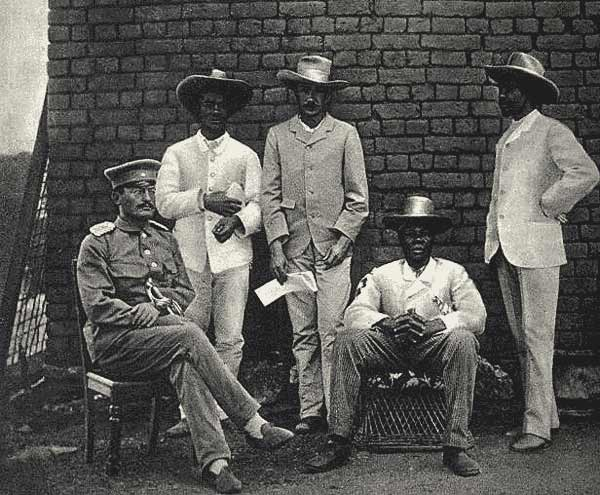
Theodor Leutwein (assis à gauche), Zacharie Zeraua (2e à gauche) et Manassé Tyiseseta (assis, 4e à partir de la gauche), 1895

Arrivé dans le protectorat au 1er janvier 1894, il est nommé Landeshauptmann (gouverneur avec titre officiel le 18 avril 1898). Sa mission est de coloniser pacifiquement le territoire. Il décentralise alors l'administration dont les bureaux sont répartis entre Windhoek, Otjimbingwe et Keetmanshoop.
En février 1894, il rencontre Samuel Maharero, le chef des Héréros, à Okahandja. Le 24 février, il participe à l'attaque des Khauas Nama à Aais et Naosanabis (Leonardville). Le 19 mars, le chef des Khauas Nama, Andreas Lambert (!Nanib), est exécuté après un jugement en cour martiale sur ordre de Leutwein, pour avoir refusé de signer le traité de protection au Reich allemand. Il obtient finalement cette signature de son successeur, Eduard Lambert.
Après le départ définitif de Curt von François en août 1894, Leutwein prend le commandement de la Schutztruppe, l'armée coloniale. Le 27 août, il attaque les Namas de Hendrik Witbooi dans les montagnes de Naukluft. Les armées essuient une défaite. Les Allemands perdent 27 % de leur effectif, mais Witbooi propose alors une reddition sous condition acceptée par Leutwein. Un traité de protection est alors signé accordant aux Namas le droit de posséder des armes à feu et garantissant leur autonomie (le traité sera respecté pendant 10 ans).
Le 26 novembre, Leutwein obtint par la diplomatie la soumission de plusieurs chefs héréros, dont Manasse Tyiseseta d'Omaruru. Durant les années qui suivent, par des manœuvres diplomatiques habiles, Leutwein obtient la soumission de l'ensemble des Héréros et des Damaras ainsi que la neutralisation des clans hostiles.
Ainsi, en décembre 1894, les frontières sud du Hereroland sont fixées avec Samuel Maharero lequel requiert le soutien de Leutwein pour protéger celle-ci. En janvier 1895, une expédition punitive est organisée par Leutwein en alliance avec Hendrik Witbooi contre les clans Khauas, les Fransman Nama et les Bondelswarts.
À la suite de ses victoires, Leutwein fait établir une garnison à Gobabis et un poste militaire à Olifantskloof pour contrôler le commerce avec le Bechuanaland voisin.
Le 27 août 1895, la frontière nord du Hereroland est fixée avec Samuel Maharero.
En 1896, plusieurs révoltes ou rivalités de clans sont sévèrement réprimées. Des camps de concentration sont construits pour accueillir les vaincus, notamment les Khauas Nama, condamnés aux travaux forcés pour les autorités allemandes. Des chefs tribaux sont même exécutés par des cours martiales. En dépit de cette prise en main répressive du territoire, Theodor Leutwein fait figure d'humaniste pour les colons allemands, qui critiquent sa gestion et lui reprochent de ne pas être plus répressif.
En novembre 1899, Leutwein intervient dans un conflit entre Samuel Maharero et Michael Tyiseseta de Omaruru et tranche en la faveur de ce dernier. Il devient alors clair que les arbitrages passés favorables autrefois à Maharero ont été rendus, et ceux-ci l'étaient dans le sens des intérêts des autorités allemandes qui avaient besoin de Maharero pour lutter contre les clans Ovaherero.
En février 1901, le lieutenant-colonel Leutwein refuse la demande de la Mission rhénane d'établir une réserve indigène dans le Hereroland. Il accepte d'étudier l'idée de telles réserves dans les districts de Windhoek, Omaruru, Karibib et Gobabis.
Le 25 octobre 1903, à la suite d'un litige judiciaire, le chef des Bondelswarts, Jan Abraham Christian, et le responsable allemand du district, Walter Jobst, s'entretuent au cours d'une violente dispute à Warmbad (de). Les Bondelswarts se soulèvent bien que le colonel Leutwein ait admis que le lieutenant Jobst ait eu tort de recourir à la violence contre Abraham Christian. Les autorités allemandes reçoivent sur place le soutien des troupes de Hendrik Witbooi contre les Bondelswarts d'autant plus que Leutwein a mis leurs têtes à prix (500 marks pour chaque Bondelswart impliqué dans la tuerie de Warmbad et 2 000 marks pour la tête du nouveau chef Bondelswart). En janvier 1904, la paix de Kalkfontein marque la fin du soulèvement des Bondelswart alors que commence le soulèvement des Héréros.
Le 11 février 1904, Leutwein divise la troupe coloniale en quatre sections afin de maintenir l'ordre sur le territoire et faire face aux troupes en rébellion de Samuel Maharero. Il cherche à négocier cependant avec ce dernier mais il est alors désavoué par le gouvernement allemand. Alors que la missive retient l'attention de Maharero, Leutwein met en garde le commandement allemand contre toute politique d'extermination des Ovaherero.
Après la quasi défaite allemande de Oviumbo, Leutwein réitére ses observations et demande à la presse allemande, diffusée dans le Sud-Ouest africain, de cesser d'appeler au démantèlement des structures indigènes, ce qui encourage indirectement les tribus à gagner la rébellion. Il refuse l'anéantissement total de tout un peuple et parle de fanatisme à propos des partisans de l'annihilation totale des tribus rebelles.
À la fin de mai 1904, Leutwein tente encore de trouver un accord de paix, mais le général Lothar von Trotha est en route depuis l'Allemagne pour prendre le commandement de la troupe coloniale. Leutwein fait imprimer en Otjiherero une proclamation appelant à une reddition des Hereros qui ne souffriraient que d'un juste châtiment : « Vous savez très bien qu'après que vous vous êtes soulevés contre votre protecteur, le kaiser allemand, rien d'autre ne vous attend sauf une lutte à la mort. Jusqu'alors je ne peux pas arrêter cette guerre. Toutefois, vous pouvez arrêter la guerre en venant vers moi, rendre vos fusils et votre ammunition et recevoir votre punition attendue. »
À son arrivée, Von Trotha met fin immédiatement aux négociations en cours. Leutwein est relevé du commandement de la Schutztruppe en juin 1904. À la fin de l'année, le major-general Leutwein cède sa fonction de gouverneur du Sud-Ouest africain au général von Trotha.
Leutwein quitte le Sud-Ouest africain en décembre 1904, désavoué par la grande majorité des colons et par l'empereur allemand Guillaume II.

## La retraite après le désaveu
En août 1905, il prend sa retraite dans le sud de l'Allemagne où il devient un partisan du parti national-libéral.
En 1906, il publie son autobiographie intitulée Elf Jahre als Gouverneur in Deutsch-Südwestafrika (Onze ans gouverneur du Sud-Ouest africain allemand).
Il meurt le 13 avril 1921 à Fribourg.

## Famille
Marié, son fils, Paul Leutwein (1882-1956), participe à la guerre contre les Héréros en 1904 avant de devenir un écrivain colonialiste et un membre militant du Parti du peuple allemand dans les années 1920.